# Betty Smith
Betty Smith, pseudonimo di Elisabeth Lillian Wehner (Brooklyn, 15 dicembre 1896 – Shelton, 17 gennaio 1972), è stata una scrittrice statunitense.

## Biografia
Nata a Brooklyn da genitori tedeschi emigrati, si laureò presso l'Università del Michigan. Crebbe nella povertà e in un contesto sociale che le fornì ispirazione per il suo primo romanzo, Un albero cresce a Brooklyn. Nel giugno 1924 sposò un nativo di Brooklyn, George H. E., studente di legge presso l'Università del Michigan e nel 1930 vinse il premio Hopwood Award, per una cifra di 1.000 dollari, istituita dalla stessa università per i giovani autori teatrali. In quello stesso anno i due si trasferirono a New Haven dove fino al 1934 la Smith proseguì gli studi presso la Yale Drama School, dove ebbe come insegnanti George Pierce Baker e John Mason Brown.

## Opere
- Un albero cresce a Brooklyn (A tree Grows in Brooklyn) (1943)
- Domani andrà meglio (Tomorrow Will Be Better ) (1947)
- Maggie di Brooklyn (Maggie-Now) (1958)
- Al mattino viene la gioia (Joy in the Morning) (1963)

## Trasposizioni cinematografiche
- Un albero cresce a Brooklyn, regia di Elia Kazan con Dorothy McGuire (1945) candidato a due premi Oscar
- Joy in the Morning, regia di Alex Segal con Richard Chamberlain e la colonna sonora di Bernard Herrmann (1965)